# Vaticaanstad

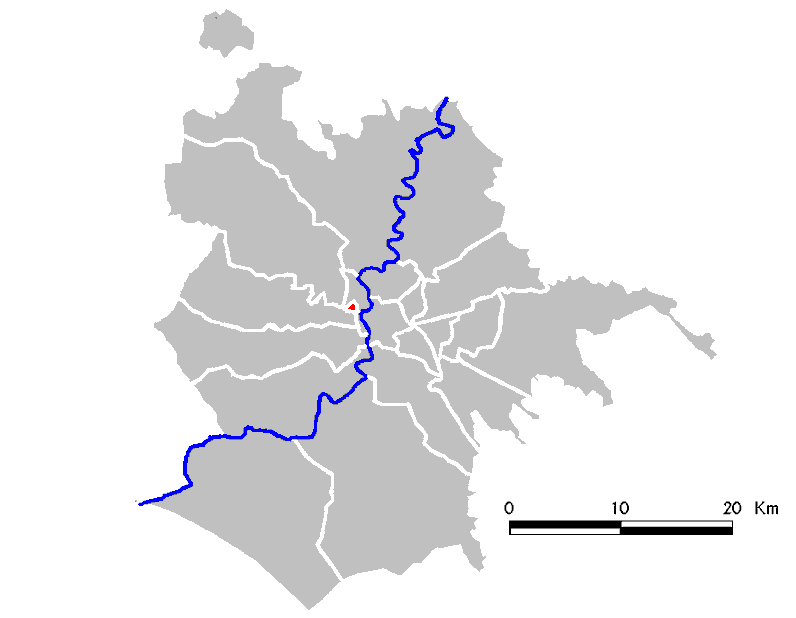
Locatie in Rome

Vaticaanstad, officiële naam: de Staat Vaticaanstad (Italiaans: Stato della Città del Vaticano, Latijn: Status Civitatis Vaticanae), is de kleinste onafhankelijke soevereine staat ter wereld. Het grondgebied van dit land wordt geheel omsloten door de stad Rome, waardoor het een enclave binnen Italië is. 
Vaticaanstad wordt volkenrechtelijk vertegenwoordigd door de Heilige Stoel en huisvest de hoofdzetel van de Rooms-Katholieke Kerk. Staatshoofd van Vaticaanstad is de paus, die zijn officiële residentie heeft in het Apostolisch Paleis. Ten tijde van de sede vacante, de pausloze periode na het overlijden (of aftreden) van de regerende paus, worden de lopende zaken behartigd door de Camerlengo.
Het dwergstaatje is in 1929 ontstaan als gevolg van het Verdrag van Lateranen, dat door paus Pius XI en Benito Mussolini werd ondertekend. Daarin werd nadrukkelijk opgenomen dat het een nieuw gecreëerde staat is. Juridisch is het geen voortzetting van de Kerkelijke Staat. Sommige academici trekken het statuut van het Vaticaan als een de facto staat in twijfel, met het argument dat het niet voldoet aan de traditionele criteria van een staat en dat de speciale status ervan het best gezien kan worden als een middel om ervoor te zorgen dat de paus zijn kerkelijke functies vrij kan uitoefenen
Vaticaanstad is geen lid van de Europese Unie en ook niet van de Raad van Europa. De staat neemt wel deel aan diverse internationale organisaties. Het staat sinds 1984 op de Werelderfgoedlijst van UNESCO.

## Geschiedenis
De paus bezat eeuwenlang als Kerkelijke Staat een groot gebied in Centraal- en Oost-Italië, waaronder Lazio, de regio waarin Rome ligt. In 1866 veroverden de republikeinse troepen onder Giuseppe Garibaldi twee derde van de Kerkelijke Staat, maar Lazio bleef voor de paus behouden door steun van de Franse keizer Napoleon III.
Toen in 1870 Napoleon III zijn troepen terugtrok om ze in te zetten aan het front in de Frans-Duitse Oorlog, volgde op 20 september de Inname van Rome. Na een volksraadpleging werden Lazio en Rome door het in 1861 opgerichte koninkrijk Italië geannexeerd. De politieke macht van de kerkelijke hoogwaardigheidsbekleders was in Italië door de liberaal-nationalisten vrijwel tenietgedaan. Hoewel de Kerkelijke Staat in 1870 had opgehouden te bestaan, kon de Heilige Stoel, als zelfstandig subject van volkerenrecht, diplomatieke betrekkingen blijven onderhouden.
De paus beschouwde zichzelf na het verlies als de gevangene van het Vaticaan en wilde het grondgebied niet verlaten. Opeenvolgende pausen bleven de legitimiteit van de annexatie van 1870 bestrijden. Deze situatie duurde bijna 60 jaar, tot 1929. Toen ondertekenden Pius XI en Mussolini voornoemd verdrag. Hierin werd bepaald dat de paus het huidige kleine stukje grondgebied als soevereine staat toegewezen kreeg.

## Oppervlakte
Vaticaanstad is zo klein dat de Sint-Pietersbasiliek alleen al 7% van de oppervlakte beslaat. De Sint-Pietersbasiliek en het Sint-Pietersplein beslaan 21% van het grondgebied.  
Het is het meest verstedelijkte onafhankelijke gebied ter wereld.
De grens tussen Italië en Vaticaanstad is in Rome duidelijk te zien. Deze is gemarkeerd met een muur die rond Vaticaanstad loopt. Deze muur is gebouwd om de paus te beschermen tegen aanvallen van buitenaf.

## Extraterritoriale bezittingen
De Heilige Stoel heeft ook bezittingen op Italiaans grondgebied. Deze bezittingen, voornamelijk kerken en kantoorgebouwen, zijn dus geen Vaticaans grondgebied. Volgens het Verdrag van Lateranen hebben deze bezittingen echter een extraterritoriale status, vergelijkbaar met de status van een ambassade.
Dezelfde extraterritoriale status geldt voor alle kerken in Italië, indien en zolang de paus daarin deelneemt aan godsdienstige ceremonieën, zonder dat deze openstaan voor het publiek.

### Buiten het Vaticaan, maar binnen Rome
- Het complex van San Giovanni in Laterano (een basiliek), het Lateraanse Apostolische Paleis met zijn bijgebouwen en de Scala Santa.
- De basiliek van Santa Maria Maggiore met zijn bijgebouwen.
- De basiliek van Sint-Paulus buiten de Muren met bijgebouwen.
- Het Paleis van de Kanselarij.
- Het Palazzo di Propaganda Fide.
- Het paleis van Sint-Callixtus in Trastevere.
- Het Palazzo del Sant'Uffizio met aangrenzend de zetel van de Congregatie voor de Geloofsleer.
- Het Palazzo dei Convertendi, de zetel van de Congregatie voor de Oosterse Kerken.
- Het Vicariato-paleis (voorheen de zetel van de diocesane curie van Rome, die er nog steeds een aantal kantoren heeft).
- Het Palazzo delle Congregazioni ai Propilei.
- Het Palazzo Pio, extraterritoriaal sinds 1979 (met uitzondering van panden die nu de thuisbasis van het Auditorium vormen) in plaats van het paleis van Dataria dat niet langer eigendom is van de Heilige Stoel.[5]
- Het Pontificio Seminario Romano Minore.
- De gebouwen op het Janiculum (Romence Pio Pauselijke College, Pauselijke Oekraïense Universiteit van St. Josaphat, Pauselijke Noord-Amerikaanse College, ziekenhuis van het Kindje Jezus, de kerk en het klooster van St. Onofrio, Pauselijke Stedelijke Universiteit, het gebied van Technical Services van de Heilige Stoel, het college International Santa Monica, General curie van de Sociëteit van Jezus, Instituut van het kind Maria, Kerk van de Heiligen Michaël en Magnus, gebouwen van de Calasanziane Zusters, de Zusters van Ons Huis en de gebouwen op Borgo Santo Spirito grenzend aan de curie van de Jezuïeten).

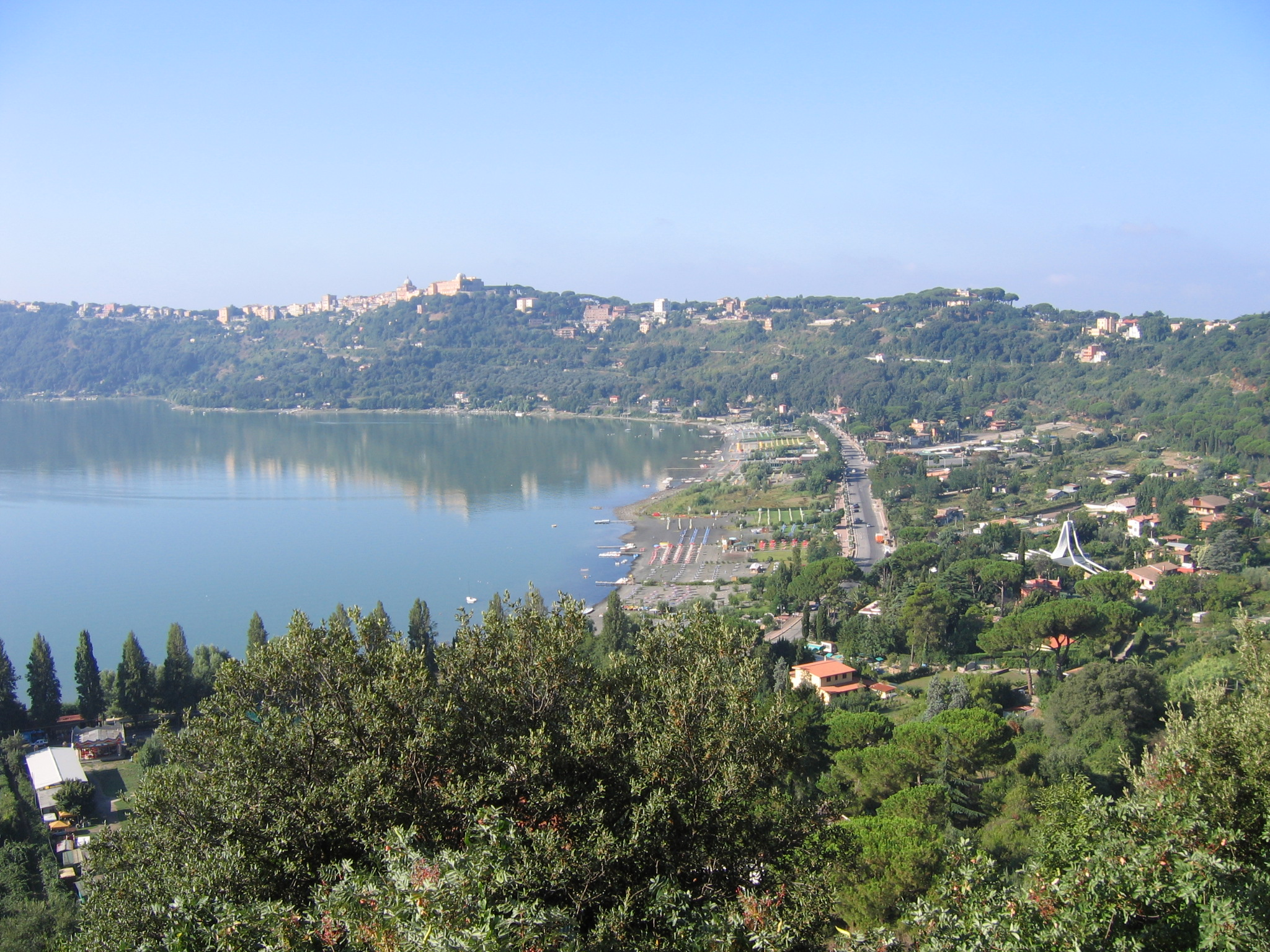
Castel Gandolfo en het meer van Albano

### Buiten Rome
- Het pauselijk paleis, Villa Barberini en de Villa Cybo (met aanliggende tuinen) in de stad Castel Gandolfo.
- Het gebied van Santa Maria di Galeria, waar de antennes van Radio Vaticaan staan. Dit gebied werd door Italië geschonken aan de Heilige Stoel op 8 oktober 1951.

## Bezienswaardigheden
De belangrijkste gebouwen van Vaticaanstad, die tevens allemaal op de UNESCO-Werelderfgoedlijst staan, zijn:
- de Sint-Pietersbasiliek aan het Sint-Pietersplein
- de Sixtijnse Kapel (hier vindt na het overlijden of aftreden van de paus het conclaaf plaats waarin de kardinalen een nieuwe paus kiezen. Dit is op het Sint-Pietersplein te zien aan de rook die hierbij uit de schoorsteen van de kapel komt. Tijdens dit conclaaf is de kapel gesloten voor bezoekers)
- de Vaticaanse Musea
- de Vaticaanse tuinen
- het Apostolisch Paleis

Niet voor toeristen en pelgrims, maar wel voor geaccrediteerde wetenschappers toegankelijk zijn de Biblioteca Apostolica Vaticana en het Archivio Segreto Vaticano.

## Bevolking
Vaticaanstad heeft naar schatting 1.000 (2019) inwoners. Dit aantal neemt af. De bevolking van Vaticaanstad bestaat voornamelijk uit geestelijken, met inbegrip van priesters, zusters en de befaamde Zwitserse Garde. Er werken ongeveer 3.000 Italiaanse leken, maar deze wonen niet binnen het Vaticaan.
Er bestaat een nationaliteit van Vaticaanstad, zodat hoge geestelijken kunnen reizen met een paspoort van het Vaticaan en diplomatieke status kunnen krijgen in landen waar hun geloofsbrieven zijn geaccepteerd. Op 31 december 2011 bezaten 594 personen de nationaliteit van Vaticaanstad (71 kardinalen, 307 andere mannelijke geestelijken, 1 non, 109 leden van de Zwitserse Garde en 55 leken).
Bijna al deze mensen hebben een dubbele nationaliteit en behielden hun oorspronkelijke nationaliteit tijdens hun werk voor het Vaticaan. Men krijgt de nationaliteit uitsluitend door naturalisatie, niet door geboorte. Dit heeft voor sommige Vaticaanse burgers het voordeel dat ze geen visum meer hoeven aan te vragen om Vaticaanstad binnen te mogen. 
De alfabetiseringsgraad bedroeg in 2015 99% van de volwassen bevolking: 99% voor mannen, 99% voor vrouwen.

## Bestuur

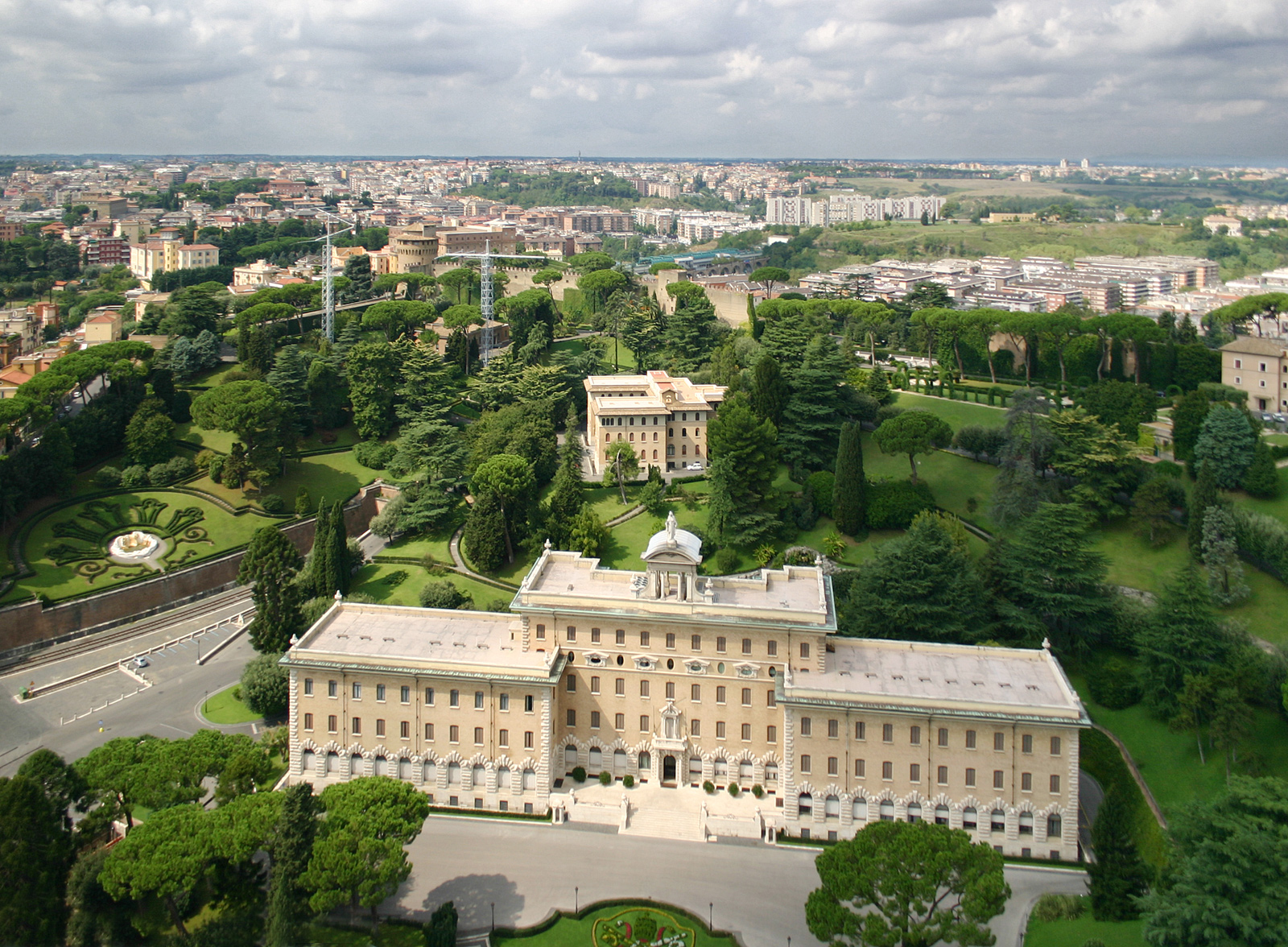
Het gebouw van de bestuursdienst van Vaticaanstad, gelegen achter de Sint-Pietersbasiliek in de Vaticaanse tuinen

Vaticaanstad heeft een eigen bestuursdienst. Deze staat los van de Romeinse Curie, die verantwoordelijk is voor het bestuur van de Rooms-Katholieke Kerk. Het staatshoofd, de paus, wordt door kardinalen gekozen die allen man zijn. Naast rechten van vrouwen zijn ook rechten van lgbt niet sterk ontwikkeld.
De wetgevende macht voor Vaticaanstad wordt, onder goedkeuring van de paus, uitgeoefend door de Pauselijke Commissie voor de Staat Vaticaanstad, die uit vijf kardinalen bestaat onder leiding van een president.
De rechterlijke macht voor Vaticaanstad wordt uitgeoefend door een Rechtbank van eerste aanleg, een Hof van beroep en een Hof van Cassatie. Hier kunnen zowel civiele als strafzaken worden voorgelegd en er kan in beroep worden gegaan.
In Vaticaanstad geldt in principe het Italiaanse recht, voor zover daar niet door middel van eigen wet- en regelgeving van is of wordt afgeweken. Met ingang van 1 januari 2009 worden Italiaanse wetten eerst uitdrukkelijk goedgekeurd om ook in Vaticaanstad geldigheid te krijgen.
De uitvoerende macht van Vaticaanstad wordt, onder gezag van de paus, uitgeoefend door het Bestuur van de Staat Vaticaanstad (Governatorato dello Stato della Città del Vaticano), dat onder leiding staat van de speciaal gedelegeerde. Hieronder ressorteren diverse afdelingen die verantwoordelijk zijn voor de dagelijkse gang van zaken in het ministaatje.
Zo heeft Vaticaanstad onder meer een eigen brandweer en een eigen politiedienst onder de naam Gendarmerie van Vaticaanstad. Daarnaast is er de Zwitserse Garde, die verantwoordelijk is voor de beveiliging van de paus.

## Economie
Vaticaanstad gebruikt de euro als betaalmiddel en heeft het recht eigen euromunten te slaan. Het is een geldig betaalmiddel op grond van een monetaire overeenkomst met Italië, die is omgezet naar een overeenkomst met de Europese Centrale Bank (ECB). Er is ook een bank, het Instituut voor Religieuze Werken, die doorgaans de Vaticaanse Bank wordt genoemd.
De Katholieke Kerk gevestigd in het Vaticaan zou een bezit van 2,6 miljard euro hebben.

## Transport
Vaticaanstad heeft geen eigen vliegveld, de stad heeft echter wel een eigen heliport, waar bezoekende buitenlandse staatshoofden en hoge functionarissen van de kerk gebruik van kunnen maken. Ook heeft het land een eigen treinstation. Het treinstation van Vaticaanstad wordt vooral gebruikt voor vrachtvervoer, maar er komt ook op beperkte tijden een passagierstrein van de Italiaanse Spoorwegen.

## Sport
Er is een Vaticaans voetbalelftal voor mannen. Daarnaast werd de Nederlander Rien Schuurhuis (1982) in 2022 de eerste deelnemer aan het wereldkampioenschap wielrennen namens Vaticaanstad. Dit was mogelijk omdat zijn vrouw Chiara Porro daar de Australische ambassadeur is.

## Media
Het Vaticaan (met eigen landcode) heeft een officiële website, radio- en televisiestation. Het dagblad van het Vaticaan heet L'Osservatore Romano.

## Trivia
- Vaticaanstad heeft de hoogste misdaadcijfers ter wereld in verhouding met het aantal inwoners. Meestal gaat het om kleinere misdaden, vooral diefstalmeldingen en arrestaties van gauwdieven die tegen de lamp liepen toen zij toeristen op het Sint-Pietersplein probeerden te beroven.[8]

## Foto's

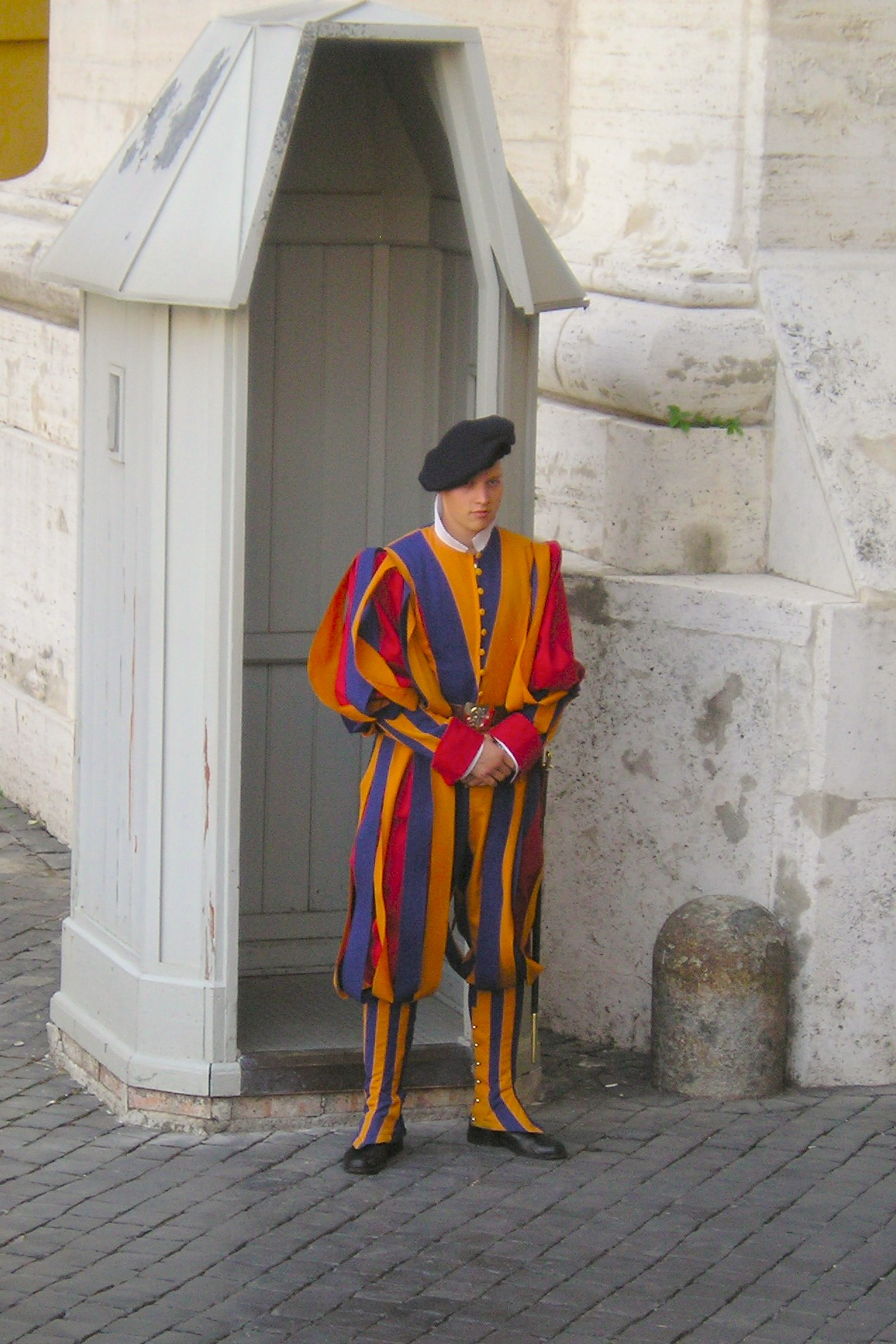
Zwitserse Garde
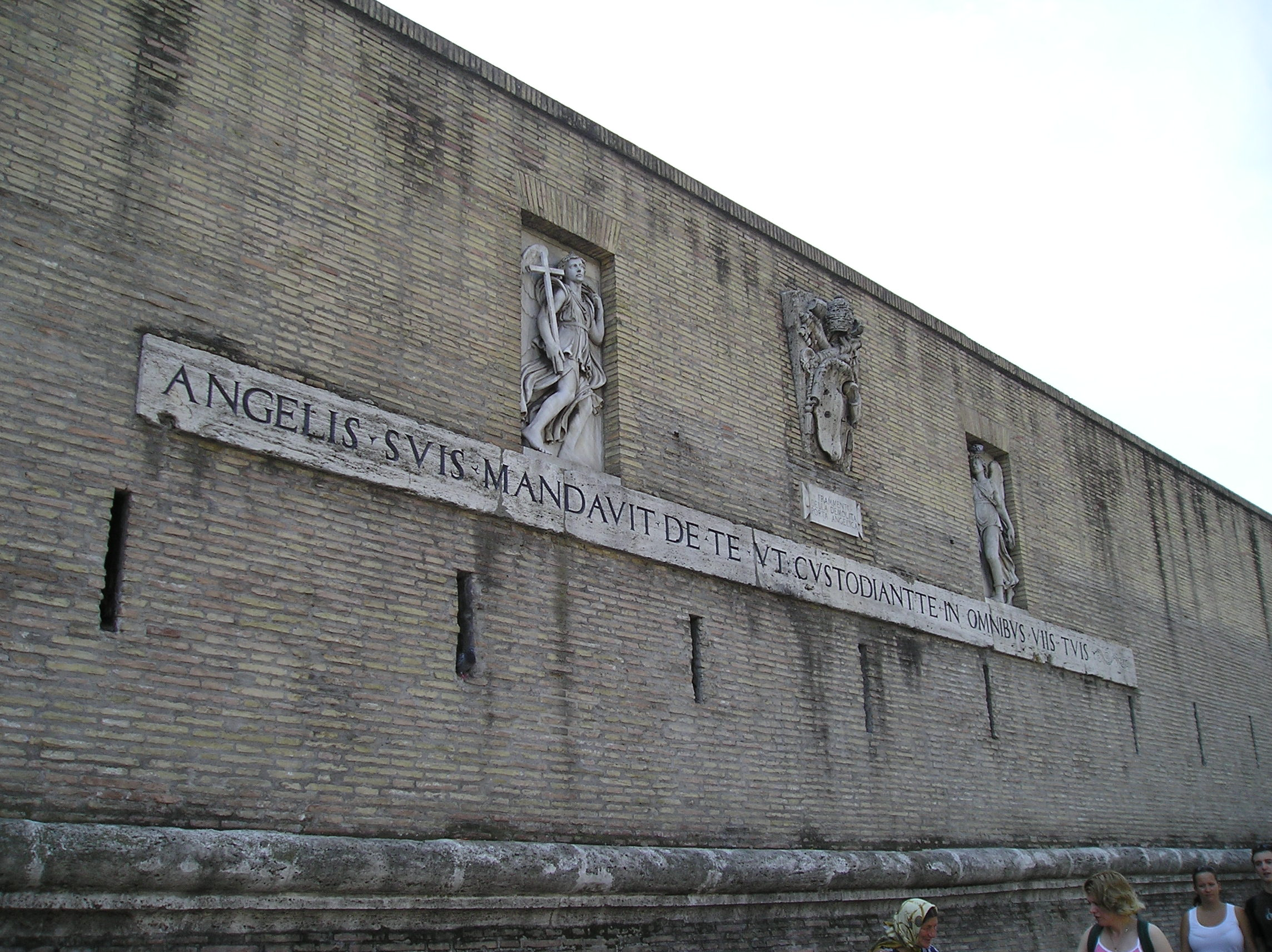
Muur
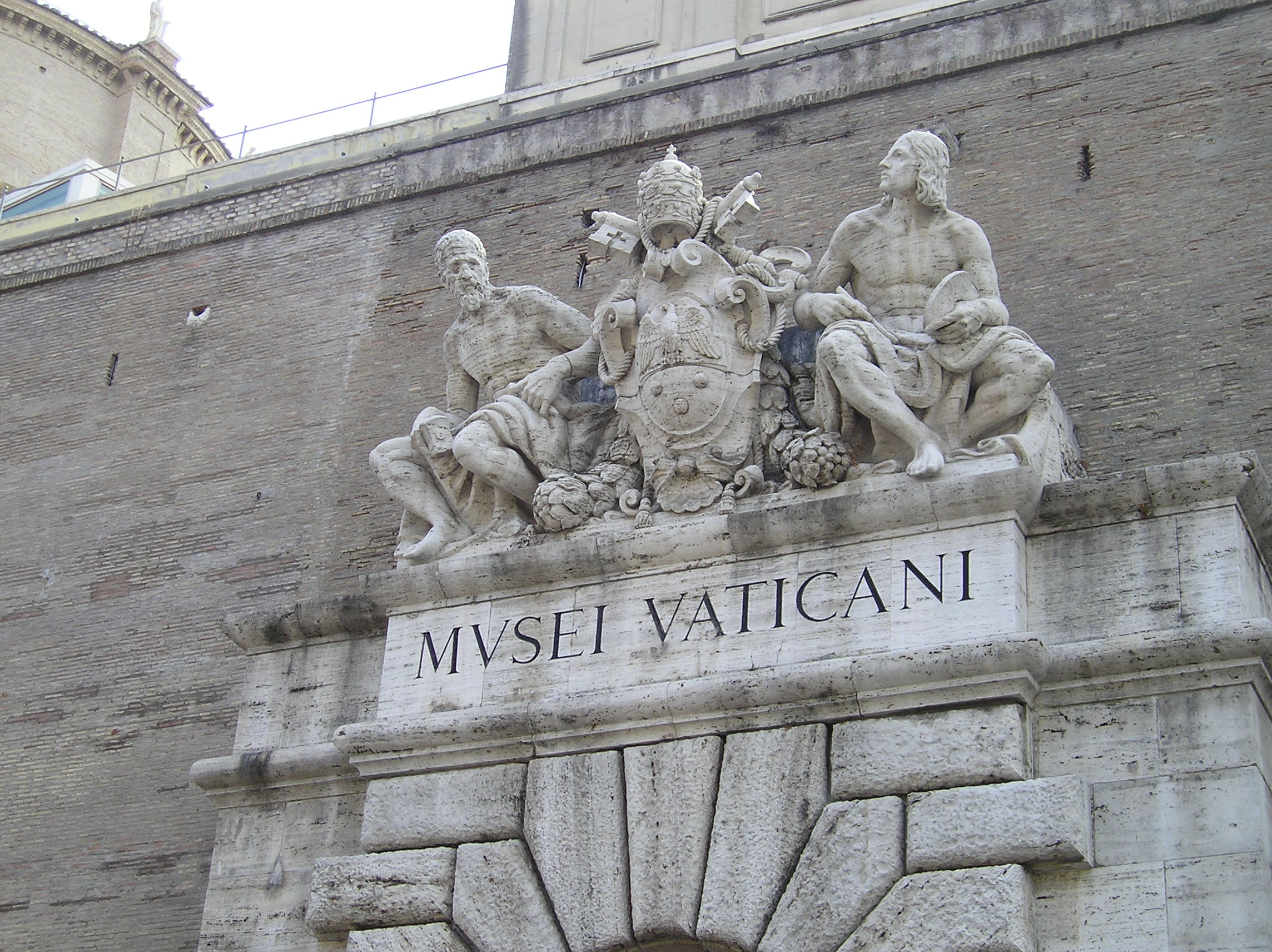
Museum
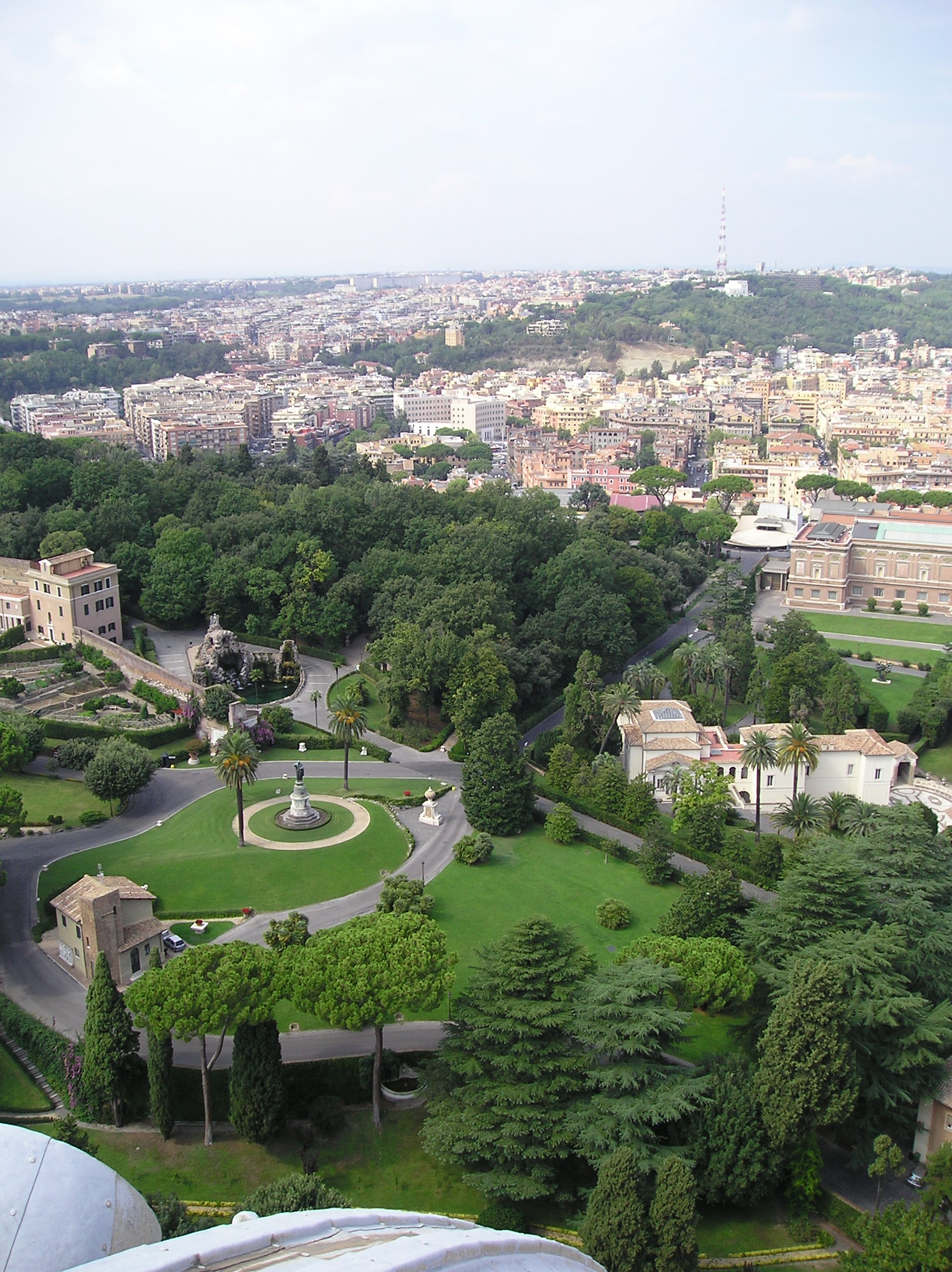
Tuin
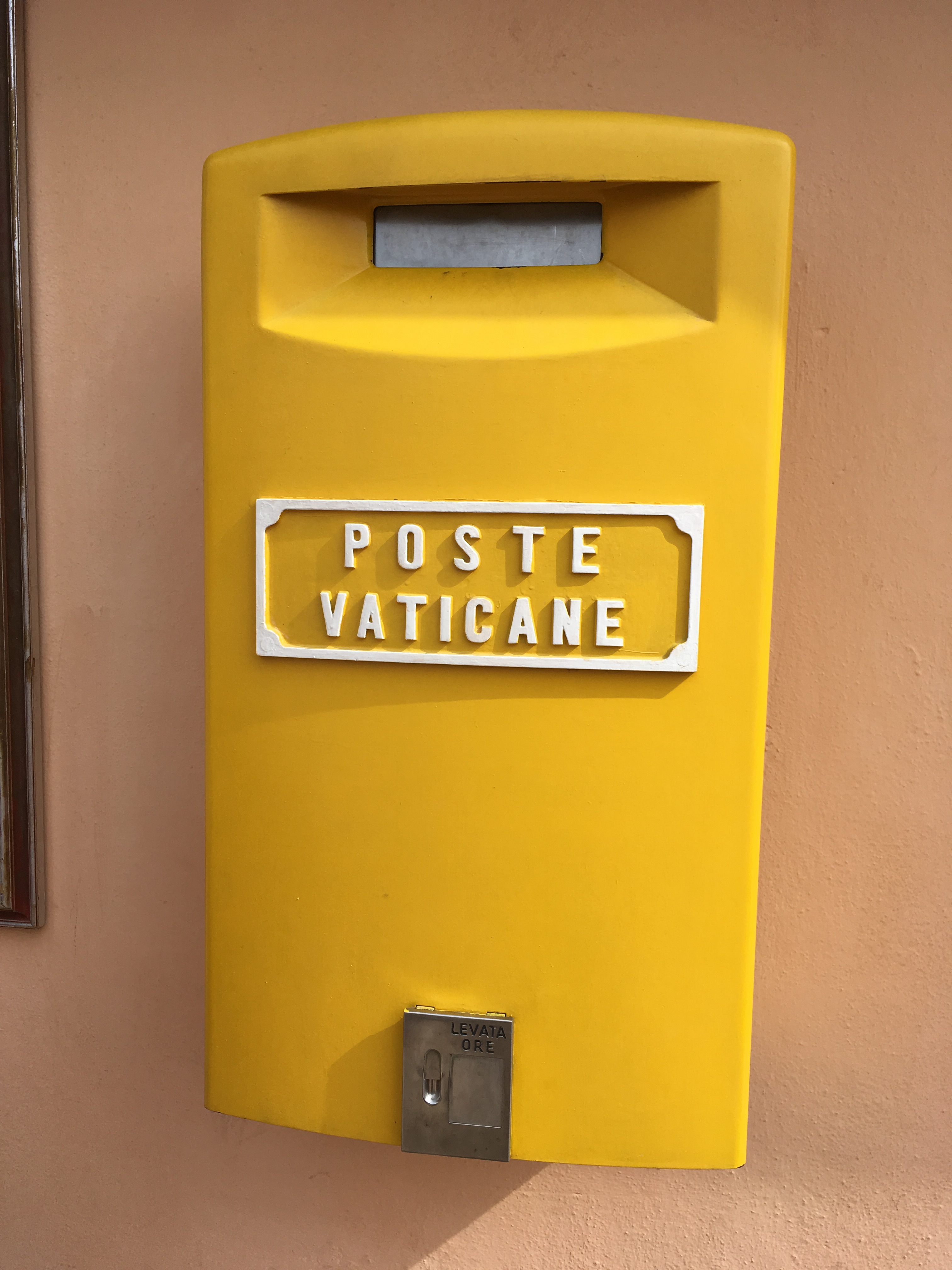
Een brievenbus van de Vaticaanse post